# 池田善長
池田 善長（いけだ よしなが、1909年（明治42年）8月 - 1982年（昭和57年）1月25日）は、日本の農業経済学者。専門は、農業経済学・開発政策。学位は、経済学博士（北海道大学）・農学博士（北海道帝国大学）。北海学園大学名誉教授。父は内務官僚や県知事を務めた池田宏。恩師は高岡熊雄。弟子に小田清、ゼミ出身者に森本正夫がいる。

## 来歴
三重県出身。1927年（昭和2年）横浜一中卒業。1934年（昭和9年）北海道帝国大学農学部農業経済学科卒業。同農学部助手。東亜研究所研究員や、北海道庁経済部勤務を経て、1947年（昭和22年）経済安定本部経済調査官。1950年（昭和25年）経済調査庁査察部課長。1952年（昭和27年）北海学園大学経済学部教授。1956年（昭和31年）学校法人北海学園評議員。1957年（昭和32年）北海学園大学開発研究所主任教授（副所長待遇）。1959年（昭和34年）同学生部長。1964年（昭和39年）開発政策研究のため渡米。学校法人北海学園評議員。1968年（昭和43年）北海学園大学開発研究所所長。1968年（昭和43年）学校法人北海学園理事。1979年（昭和54年）北海学園大学定年退職。北海学園大学名誉教授。墓所は多磨霊園。

## 学位論文
- 1947年 農学博士（北海道大学）。学位論文の題は「本邦農村に於ける労働力移動、特に出稼事象に関する研究」。
- 1971年 経済学博士（北海道大学）。学位論文の題は「地域開発政策に関する研究」[2]。

## 著書
- 『農業政策の基調に就て』（農業と經濟社, 1934年）
- 『農村社會學研究』（刀江書院, 1938年）
- 『ソ聯農業の研究』（東兆書院, 1943年）
- 『開發政策要論』（川崎書店, 1954年）
- 『地域開発政策』（鹿島研究所出版会, 1971年）
- 『地域開発の政策原理』（大明堂, 1977年）